# Sharpie 9 m2
Pour les articles homonymes, voir Sharpie.

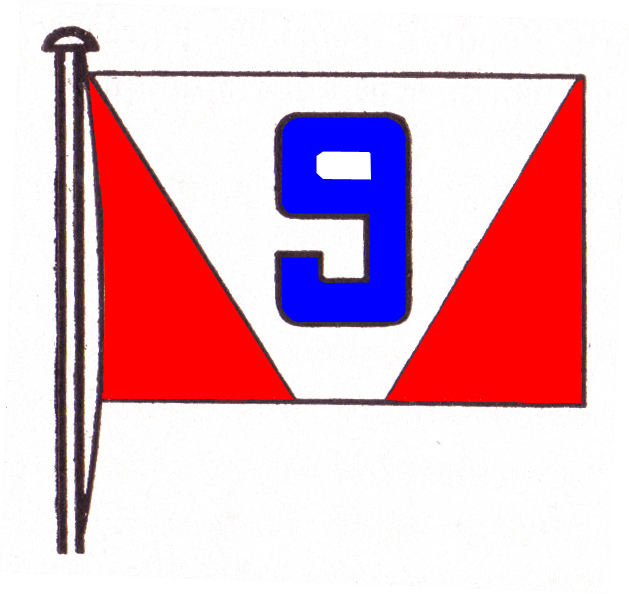
Pavillon de série

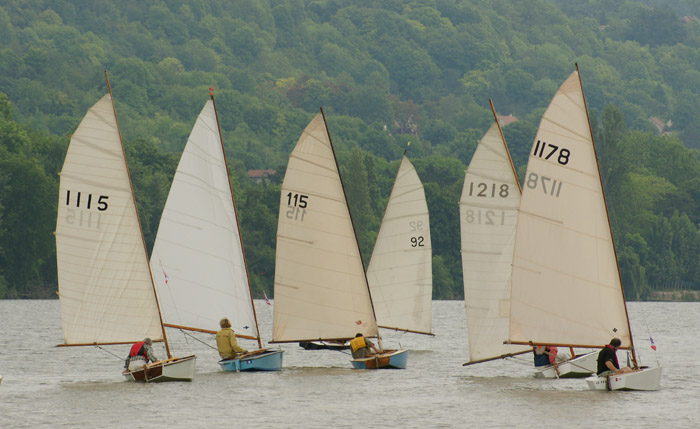
Sharpies de 9 m2 à l'YCIF

Le Sharpie 9 m² est une classe de dériveur monotype, gréée en catboat, imaginée en 1937 par les membres du Cercle de la voile de Paris et dessinée par Staempfli. Prévu pour l'entrainement en solitaire, son succès est lié paradoxalement à l'Occupation durant laquelle il obtient le label de « série officielle ». Dès lors le Sharpie 9 m² devient le support de tous les championnats « pour homme seul » jusqu'au milieu des années 1950.

## Historique
Après la victoire de Jacques Lebrun aux J.O. de Los Angeles, les Français partent confiants pour les épreuves de voile des J.O. de Berlin-Kiel. Pourtant, tous leurs bateaux terminent dans les profondeurs du classement si bien que l'ensemble de l'équipe de France de voile, composée en très grande majorité par des membres du Cercle de la Voile de Paris, se remet en question. En particulier Jacques Lebrun qui a régaté à Kiel sur la Yole Olympique que les Allemands appellent Olympia Jolle et que les Français et Anglais désignent sous le nom de « Monotype Olympique de 1936 ». Ce bateau performant exige une condition athlétique sans reproche pour faire du rappel. Ainsi ces champions français comprennent que l'entrainement ne peut être poursuivi sur les anciens monotypes Snowbird (surnommés Bidets) ni sur des quillards comme le Chat.
Aussi, Jacques Lebrun, Jean-Jacques Herbulot, François Laverne, Jean Peytel et Henri Perrisol, tous représentants olympiques et champions de France, travaillent en 1937 sur un cahier des charges pour un nouveau dériveur d'entrainement en solitaire, dont le faible coût constitue l'un des éléments principaux. Sur cette base, Pierre Staempfli dessine le Monotype A, un sharpie très simple au gréement rudimentaire. Aussitôt, J.-J. Herbulot construit le prototype et le groupe décide de le modifier profondément : Herbulot revoit entièrement le gréement et les appendices, il donne aussi un léger V aux fonds initialement plats. Pourtant, ce nouveau bateau qui doit tant à Herbulot sera signé Staempfli en 1938 à cause d'un protocole d'accord signé préalablement entre l'architecte suisse et le Cercle de la Voile de Paris.
Dans la foulée, une association de propriétaires est fondée au sein du CVP (propriétaire des plans), donnant à la série une structure parisienne. En 1940, 80 unités naviguent, toutes au CVP. Et toutes seront détruites, par l'occupant suivant le discours officiel, par le Génie français devant l'invasion allemande d'après leurs propriétaires. Avec l'Occupation, l'État français se met en place avec sa politique des sports ordonnée par Borotra. Les dirigeants de la toute nouvelle Fédération française de voile (d'anciens de la défunte Union des Sociétés nautiques françaises) donnent au Sharpie de 9 m2 le statut de « série Officielle ». Comme c'est précisément pour ces rares séries officielles que Borotra délivre des « bons matières » qui permettent d'acquérir à bas prix tous les matériaux nécessaires, leurs constructions vont bon train dans cette France des lacs et rivières. La parution, en 1942, de l'ouvrage Construis toi-même ton sharpie par G.P. Thierry n'a fait que relayer l'impulsion de la construction amateur. Si bien que pour les championnats de France de 1943 à Andernos, on voit apparaître les numéros 400 à 425 de la série.
À la Libération, on compte 600 Sharpie de 9 m2 naviguant souvent dans de nouveaux clubs créés sur les eaux intérieures, l'ancien Comité des lacs et rivières s'étant scindé en trois Ligues régionales (Seine, Loire, Rhône) au sein de la nouvelle Fédération française de yachting à voile. Mais si la dénomination change, les instances fédérales ne bougent pas trop. Avec la même politique de séries officielles, la classe va bénéficier tout comme le Caneton de règles veillant à ne pas multiplier les séries mais plutôt d'accroître les unités au sein de ces séries. Ainsi, le nombre de 1500 unités est obtenu au milieu des années 1950, au moment où les sportifs abandonnent le Sharpie de 9 m2 pour le Finn.
Les écoles de voile et les loueurs ont profité de l'aubaine durant quelques années. Maintenant, plus de cinquante ans après le déclassement du Sharpie de 9 m2, une vingtaine d'unités sont répertoriées. Quelques-unes finissent dans des musées, mais il est à noter qu'une dizaine naviguent encore en groupe au sein de L'Association des Sharpie de 9 m2.

## Caractéristiques
La coque du Sharpie de 9 m2 se singularise par des formes très originales en France au moment de son lancement comme maintenant : les lignes d'eau sont extrêmement pincées à l'avant, les fonds presque plats et la tonture est inversée. Le maître couple immergé est réduit à 0,11 m2, ce qui marque son aptitude dans le petit temps, d'autant qu'on doit le diminuer encore en naviguant gité ce qui allonge la flottaison. Les bordés des côtés participent alors nettement à l'augmentation de la surface anti-dérive, ce qui en fait un redoutable bateau de près. En revanche, les fonds presque plats et la faible importance du volume avant interdisent toute tentative de planning. Plus grave, les allures portantes par fort vent peuvent être dangereuses avec du clapot : l'avant plonge et l'eau embarquée accentue le phénomène de sous-marin d'une coque cloisonnée par les varangues et pas prévue pour l'auto-vidage.
Le Sharpie 9M2 est , comme tous les catboats à dérive  en solitaire, un voilier qui impose au barreur de l'équilibrer avec le poids de son corps...donc de faire du rappel , ce qui nécessite une solide ceinture abdominale et des muscles des cuisses bien développés. Pour se porter au rappel, le barreur de sharpie 9m2 utilisait initialement un barrot transversal  coupant le cockpit, sous lequel il crochait les pieds, ce système sera supplanté ensuite par la classique sangle de rappel (souvent une ancienne courroie plate de machine industrielle, rembourrée à la toile à voile), bien plus pratique et ergonomique. une fois au rappel, le corps en dehors du bateau parfois jusqu'à mi-cuisse et en extension, il faut pouvoir continuer à contrôler la barre. Reprenant une idée de Manfred Curry , les créateurs du Sharpie 9M2 le dotèrent d'une barre dédoublée, formant triangle isocèle (Cf vue en plan).
Ce dispositif , en vogue des années 30 aux années 50, très caractéristique du Sharpie 9M2 a depuis été remplacé par une simple allonge de barre (ou stick), un bâton articulé monté sur un cardan ou , plus solide, un joint souple en caoutchouc. Le dernier voilier à être équipé en série d'une barre dédoublée triangulaire a été la première série  du Stern, un dériveur hollandais du début des années 60 en polyester, dû à l'architecte Van de Stadt.
La construction de cette coque, souvent surnommée « caisse », reste très simple. Les amateurs en ont profité d'autant que le génie de J.-J. Herbulot fut de simplifier au maximum l'accastillage. De même que la coque est faite de surfaces développables, toutes les pièces d'accastillage sont découpées dans de la tôle puis pliées au besoin.
La voile présente en haut un fort rond de chute maintenu par trois lattes forcées. 
La forte monotypie de la série, prévue dès son avènement, fut amendée en 1948 pour améliorer la sécurité et le rendement vélique. La forme de la dérive fut modifiée pour laisser passer un hale-bas, le vît-de-mûlet devint réglable de même que l'étai.

## Autres voiliers de compétition portant le nom de «Sharpie»
Le Sharpie 12 m2, puis le Sharpie australien et le Sharpie 11 m2;

## Autres dériveurs français conçus à la même époque
Plongeon (Ph Dauchez) (1930) Monotype de la Côte Vermeille (1934), Alouette (1936), Marsouin (1937), Moth (1929 mais premiers Moth français en 1937), Sharpie de 11 m² (1939), Dinghy Herbulot (1941), Dinghy 5,5 m (1942), Licorne (1942), Pélican (1942).